# Union des États africains
1958–1962
Entités précédentes :
- Ghana (1958)
- Guinée (1958)
- Mali (1960 ou 1961)

Entités suivantes :
- Ghana (1962)
- Guinée (1962)
- Mali (1962)

L'Union des États africains fut une éphémère union de tout d'abord deux, puis trois, États africains d'Afrique de l'Ouest, dans les années 1960. Ces États étaient le Ghana, la Guinée et le Mali. L'Union était politiquement socialiste et panafricaniste, et était dirigée par les révolutionnaires africains Kwame Nkrumah du Ghana, Sékou Touré de Guinée et Modibo Keïta du Mali.

## Histoire
Le 23 novembre 1958 une Union Ghana-Guinée fut formée. Le 1er mai 1959 il fut annoncé que l'Union serait renommée Union des États africains. En avril 1961 (ou le 24 décembre 1960) le Mali joignit l'Union. L'Union se sépara en 1962, lorsque la Guinée commença à se rapprocher des États-Unis, contre la ligne marxiste de ses partenaires, qui étaient plutôt orientés vers l'adversaire des États-Unis pendant la Guerre froide, l'Union soviétique.
L'Union des trois états servit d'inspiration pour la chanson Ghana, Guinea, Mali union par le musicien de highlife E. T. Mensah.

## Drapeau
Lorsque l'Union Ghana-Guinée fut formée, son drapeau était comme celui du Ghana, mais avec deux étoiles noires. Quand l'Union fut renommée Union des États africains, il fut spécifié que son drapeau serait un drapeau comme celui du Ghana « avec autant d'étoiles noires qu'il y a de membres ». Ainsi, lorsque le Mali joignit l'Union le drapeau eut trois étoiles. L'annonce du drapeau de l'Union ne spécifiait pas l'arrangement des étoiles ; alors qu'ici montrées en ligne, on ne sait pas si celui-ci, ou possiblement un autre arrangement, était effectivement utilisé.